# Hillside (Nova York)
Hillside és una concentració de població designada pel cens dels Estats Units a l'estat de Nova York. Segons el cens del 2000 tenia 882 habitants.

## Demografia
Segons el cens del 2000, Hillside tenia 882 habitants, 336 habitatges, i 276 famílies. La densitat de població era de 405,4 habitants per km².
Dels 336 habitatges en un 32,4% hi vivien nens de menys de 18 anys, en un 74,7% hi vivien parelles casades, en un 4,5% dones solteres, i en un 17,6% no eren unitats familiars. En el 16,1% dels habitatges hi vivien persones soles el 10,7% de les quals corresponia a persones de 65 anys o més que vivien soles. El nombre mitjà de persones vivint en cada habitatge era de 2,63 i el nombre mitjà de persones que vivien en cada família era de 2,9.
Per edats la població es repartia de la següent manera: un 25,3% tenia menys de 18 anys, un 3,6% entre 18 i 24, un 20,4% entre 25 i 44, un 31,2% de 45 a 60 i un 19,5% 65 anys o més.
L'edat mediana era de 45 anys. Per cada 100 dones de 18 o més anys hi havia 97,9 homes.
La renda mediana per habitatge era de 80.095 $ i la renda mediana per família de 88.061 $. Els homes tenien una renda mediana de 67.361 $ mentre que les dones 50.536 $. La renda per capita de la població era de 38.809 $. Cap de les famílies i el 0,5% de la població estaven per davall del llindar de pobresa.